# حسين مخلوف
حسين مخلوف (1939 - 2019م)، هو أديب وكاتب ليبي كتب المقالة، والدراسات والبحوث التي نشرت في الصحافة المحلية والعربية، إضافة لمساهمته في المناشط الثقافية.

## نشأته
حسين مخلوف من مواليد مدينة بنغازي عام 1939، والتي درس بها حتى حصله على بكالوريوس العلوم في العام 1965، عن جامعة بنغازي. إضافة إلى شهادة الكفاءة في اللغة الإنجليزي عن جامعة فيتنمان بأمريكا.

## وفاته
توفي يوم الجمعة 12 يوليو 2019 في مدينة بنغازي عن عمر ناهز الثمانين عامًا، بعد أن تعرض لوعكة صحية أدخل على إثرها إلى المستشفى.

## من مؤلفاته
- كتب للإذاعة العديد من البرامج والأعمال الدرامية، نذكر منها؛ الرجل ذو الوجه الآخر، الشهيد والصبي، آراء شخصية، نهاية الآخرين.